# Connor Swift
Connor Swift (Thorne, 30 ottobre 1995) è un ciclista su strada britannico che corre per il team Ineos Grenadiers; ha vinto il titolo nazionale in linea nel 2018, ed è professionista dal 2019.

## Palmarès

### Strada
- 2018 (Madison Genesis, una vittoria)

Campionati britannici, Prova in linea
- 2021 (Team Arkéa-Samsic, due vittorie)

Tro-Bro Léon
Classifica generale Tour du Poitou-Charentes

### Gravel
- 2023

UCI Gravel World Series ME - The Gralloch
- 2024

Campionati britannici, Prova Elite
UCI Gravel World Series ME - Graean Cymru

## Piazzamenti

### Grandi Giri
- Giro d'Italia

2024: 83º
- Tour de France

2020: 106º
2021: 89º
2022: 69º
2025: 109º

### Classiche monumento
- Milano-Sanremo

2021: non partito
2022: 77º
2025: 132º
- Giro delle Fiandre

2021: 72º
2022: 62º
2023: 90º
2024: 66°
2025: 101º
- Parigi-Roubaix

2021: 28º
2022: 31°
2023: 68º
2024: 48º
2025: ritirato
- Liegi-Bastogne-Liegi

2020: 79º
2023: 107º
- Giro di Lombardia

2024: 57º

### Competizioni mondiali
- Campionati del mondo su strada

Innsbruck 2018 - In linea Elite: ritirato
Fiandre 2021 - In linea Elite: ritirato
Wollongong 2022 - In linea Elite: 103°
Glasgow 2023 - In linea Elite: 26°
- Campionati del mondo gravel

Veneto 2023 - Elite: 3º
Belgio 2024 - Elite: 6º

### Competizioni europee
- Campionati europei su strada

Alkmaar 2019 - In linea Elite: ritirato